# 德乌斯托大学
德乌斯托大学（西班牙語：Universidad de Deusto）是一所位于西班牙巴斯克地区的私立大學。校区分布在毕尔巴鄂和圣塞瓦斯蒂安，同时在马德里设有商学院。德乌斯托大学是西班牙最古老的私立大學。

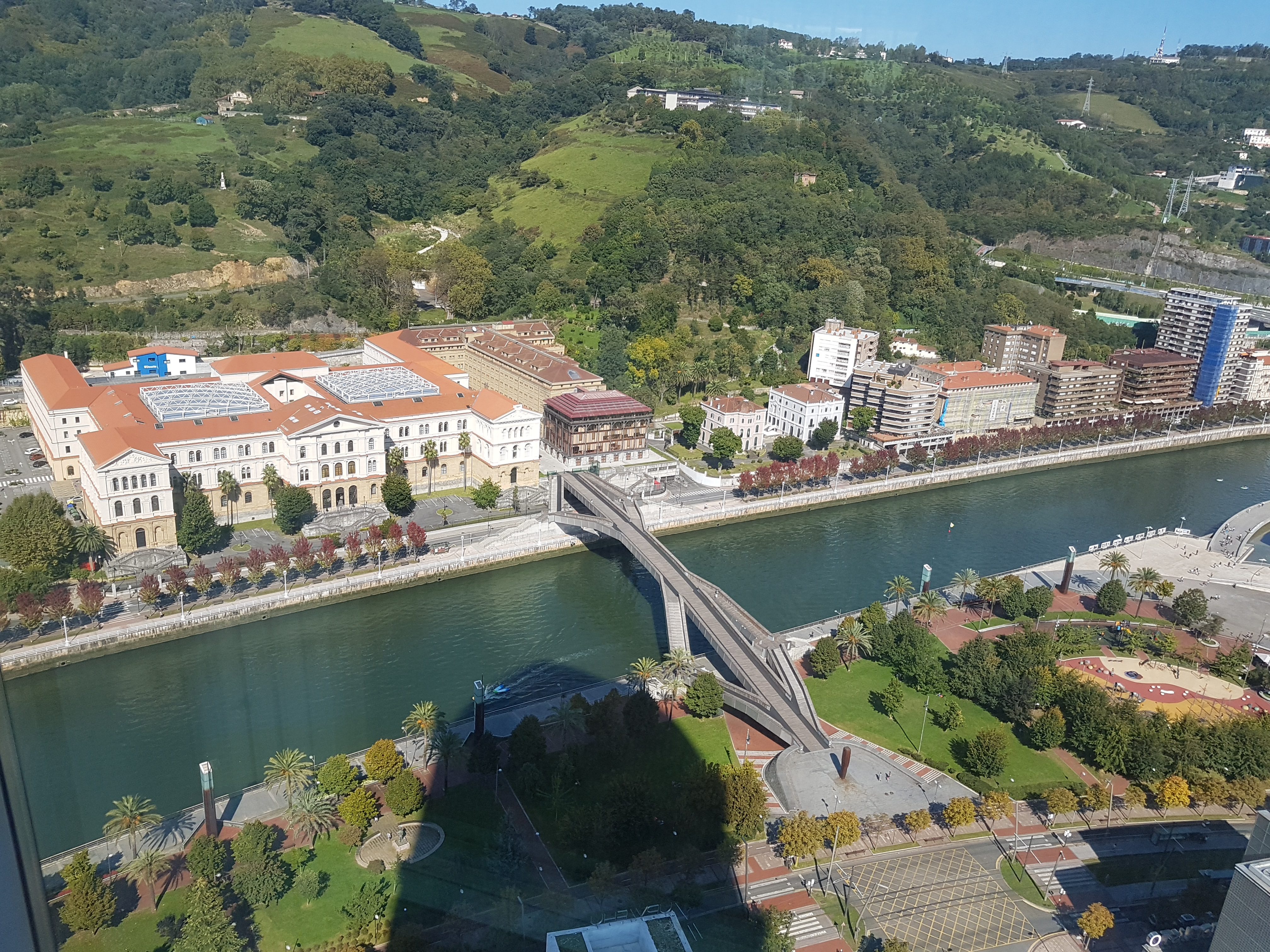
航拍图

## 历史
德乌斯托大学成立于1886年。当时巴斯克地区希望拥有自己的大学，耶稣会则希望将其高等教育学校由拉瓜尔迪亚迁至一个较为中心的位置。为此，建筑师弗朗西斯科·德古瓦斯在毕尔巴鄂德乌斯托区设计了一座教学楼，这是当时毕尔巴鄂最大的建筑。如今它是毕尔巴鄂校区的主楼，对面就是古根海姆美术馆。
德乌斯托大学商学院成立于1916年，是西班牙第一所商学院。

## 院系设置
德乌斯托大学由六所院系组成：
- 法学院
- 神学院
- 工程学院
- 商学院
- 心理学与教育学院
- 社会科学与人文科学学院

## 国际交流
德乌斯托大学已经与中国政法大学、上海财经大学、武汉大学、宁波诺丁汉大学、厦门大学以及台湾國立中央大學签署了交换生双边协议。

## 知名校友
- 何塞·安东尼奥·阿吉雷：巴斯克自治区政府主席。
- 华金·阿尔穆尼亚：西班牙工人社会党前任总书记。
- 赫拉多·迪亚哥：诗人，作家。
- 艾利克斯·德·拉·伊格萊希亞：电影制片人。
- 何塞·博诺·马丁内斯：西班牙众议院前任议长。